# کلی (آلاباما)
کلی (به انگلیسی: Clay) شهری در شهرستان جفرسون، آلاباما ایالت آلاباما است که مساحت آن ۲۵٫۸۹ کیلومتر مربع است و در سرشماری سال ۲۰۱۰ میلادی، ۹٬۷۰۸ نفر جمعیت داشته و تراکم جمعیتی آن، ۳۷۴٫۹۷ نفر در هر کیلومتر مربع بوده است.